# Dudovica
Dudovica es un pueblo ubicado en la municipalidad de Lazarevac, en el distrito de Belgrado, Serbia.

## Superficie
Posee una superficie de 9,386 kilómetros cuadrados.

## Demografía
Hasta 2011 la población era de 701 habitantes, con una densidad de población de 74,68 habitantes por kilómetro cuadrado.